# Жауме Амат
Жауме Амат (ісп. Jaume Amat, 1 березня 1970) — іспанський хокеїст на траві.
Учасник Олімпійських Ігор 1992, 1996 років. Срібний призер 1996 року.
Срібний призер Чемпіонату світу 1998 року.